# 小行星4912
小行星4912（4912 Emilhaury）是一颗绕太阳运转的小行星，为主小行星带小行星。该小行星于1953年11月11日发现。

## 轨道参数
小行星4912的轨道半长轴为2.3017849 UA，离心率为0.139。